# Arrondissement de Saint-Gaudens
L'arrondissement de Saint-Gaudens est une division administrative française, située dans le département de la Haute-Garonne et la région Occitanie.

## Composition

### Composition avant 2015
Liste des cantons de l'arrondissement de Saint-Gaudens :
- canton d'Aspet ;
- canton d'Aurignac ;
- canton de Bagnères-de-Luchon ;
- canton de Barbazan

ex-Saint-Bertrand-de-Comminges ;
- canton de Boulogne-sur-Gesse ;
- canton de L'Isle-en-Dodon ;
- canton de Montréjeau ;
- canton de Saint-Béat ;
- canton de Saint-Gaudens ;
- canton de Saint-Martory ;
- canton de Salies-du-Salat.

### Composition à partir de 2015
Contrairement à l'ancien découpage où chaque canton était inclus à l'intérieur d'un seul arrondissement, le nouveau découpage territorial de 2014/2015 s'affranchit des limites des arrondissements. Certains cantons peuvent être composés de communes appartenant à des arrondissements différents. Dans l'arrondissement de Saint-Gaudens, c'est le cas pour un canton dont les communes sont également réparties sur l'arrondissement de Muret. Au total, l'arrondissement de Saint-Gaudens est donc composé de deux cantons entiers et d'un canton partiel (canton de Cazères).
Le tableau suivant présente la répartition des cantons et de leurs communes par arrondissement :
| N° | Canton             | Muret | Saint-Gaudens |
| -- | ------------------ | ----- | ------------- |
| 2  | Bagnères-de-Luchon |       | 132           |
| 6  | Cazères            | 48    | 43            |
| 14 | Saint-Gaudens      |       | 62            |
|    |                    |       | 237           |

### Découpage communal depuis 2015
Depuis 2015, le nombre de communes des arrondissements varie chaque année soit du fait du redécoupage cantonal de 2014 qui a conduit à l'ajustement de périmètres de certains arrondissements, soit à la suite de la création de communes nouvelles. Le nombre de communes de l'arrondissement de Saint-Gaudens est ainsi de 237 en 2015, 237 en 2016, 236 en 2017 et 235 en 2019.
Au 1er janvier 2024, l'arrondissement groupe les 235 communes suivantes :
1. Agassac
2. Alan
3. Ambax
4. Anan
5. Antichan-de-Frontignes
6. Antignac
7. Arbas
8. Arbon
9. Ardiège
10. Arguenos
11. Argut-Dessous
12. Arlos
13. Arnaud-Guilhem
14. Artigue
15. Aspet
16. Aspret-Sarrat
17. Aulon
18. Aurignac
19. Ausseing
20. Ausson
21. Auzas
22. Bachas
23. Bachos
24. Bagiry
25. Bagnères-de-Luchon
26. Balesta
27. Barbazan
28. Baren
29. Beauchalot
30. Belbèze-en-Comminges
31. Benque
32. Benque-Dessous-et-Dessus
33. Bezins-Garraux
34. Billière
35. Binos
36. Blajan
37. Boissède
38. Bordes-de-Rivière
39. Boudrac
40. Boulogne-sur-Gesse
41. Bourg-d'Oueil
42. Boussan
43. Boutx
44. Bouzin
45. Burgalays
46. Cabanac-Cazaux
47. Cardeilhac
48. Cassagnabère-Tournas
49. Cassagne
50. Castagnède
51. Castelbiague
52. Castelgaillard
53. Castéra-Vignoles
54. Castillon-de-Larboust
55. Castillon-de-Saint-Martory
56. Cathervielle
57. Caubous
58. Cazac
59. Cazarilh-Laspènes
60. Cazaril-Tambourès
61. Cazaunous
62. Cazaux-Layrisse
63. Cazeaux-de-Larboust
64. Cazeneuve-Montaut
65. Charlas
66. Chaum
67. Chein-Dessus
68. Ciadoux
69. Cier-de-Luchon
70. Cier-de-Rivière
71. Cierp-Gaud
72. Cirès
73. Clarac
74. Coueilles
75. Couret
76. Cuguron
77. Le Cuing
78. Encausse-les-Thermes
79. Eoux
80. Escanecrabe
81. Escoulis
82. Esparron
83. Estadens
84. Estancarbon
85. Esténos
86. Eup
87. Fabas
88. Figarol
89. Fos
90. Fougaron
91. Francazal
92. Franquevielle
93. Le Fréchet
94. Fronsac
95. Frontignan-de-Comminges
96. Frontignan-Savès
97. Galié
98. Ganties
99. Garin
100. Génos
101. Gensac-de-Boulogne
102. Gouaux-de-Larboust
103. Gouaux-de-Luchon
104. Goudex
105. Gourdan-Polignan
106. Guran
107. Herran
108. His
109. Huos
110. L'Isle-en-Dodon
111. Izaut-de-l'Hôtel
112. Jurvielle
113. Juzet-de-Luchon
114. Juzet-d'Izaut
115. Labarthe-Inard
116. Labarthe-Rivière
117. Labastide-Paumès
118. Labroquère
119. Laffite-Toupière
120. Lalouret-Laffiteau
121. Landorthe
122. Larcan
123. Larroque
124. Latoue
125. Lécussan
126. Lège
127. Lespiteau
128. Lespugue
129. Lestelle-de-Saint-Martory
130. Lieoux
131. Lilhac
132. Lodes
133. Loudet
134. Lourde
135. Luscan
136. Malvezie
137. Mancioux
138. Mane
139. Marignac
140. Marsoulas
141. Martisserre
142. Martres-de-Rivière
143. Mauvezin
144. Mayrègne
145. Mazères-sur-Salat
146. Melles
147. Milhas
148. Mirambeau
149. Miramont-de-Comminges
150. Molas
151. Moncaup
152. Mondilhan
153. Montastruc-de-Salies
154. Montauban-de-Luchon
155. Montbernard
156. Mont-de-Galié
157. Montespan
158. Montesquieu-Guittaut
159. Montgaillard-de-Salies
160. Montgaillard-sur-Save
161. Montmaurin
162. Montoulieu-Saint-Bernard
163. Montréjeau
164. Montsaunès
165. Moustajon
166. Nénigan
167. Nizan-Gesse
168. Oô
169. Ore
170. Payssous
171. Péguilhan
172. Peyrissas
173. Peyrouzet
174. Pointis-de-Rivière
175. Pointis-Inard
176. Ponlat-Taillebourg
177. Portet-d'Aspet
178. Portet-de-Luchon
179. Poubeau
180. Proupiary
181. Puymaurin
182. Razecueillé
183. Régades
184. Rieucazé
185. Riolas
186. Roquefort-sur-Garonne
187. Rouède
188. Saccourvielle
189. Saint-André
190. Saint-Aventin
191. Saint-Béat-Lez
192. Saint-Bertrand-de-Comminges
193. Saint-Élix-Séglan
194. Saint-Ferréol-de-Comminges
195. Saint-Frajou
196. Saint-Gaudens
197. Saint-Ignan
198. Saint-Lary-Boujean
199. Saint-Laurent
200. Saint-Loup-en-Comminges
201. Saint-Mamet
202. Saint-Marcet
203. Saint-Martory
204. Saint-Médard
205. Saint-Paul-d'Oueil
206. Saint-Pé-d'Ardet
207. Saint-Pé-Delbosc
208. Saint-Plancard
209. Saleich
210. Salerm
211. Salies-du-Salat
212. Salles-et-Pratviel
213. Saman
214. Samouillan
215. Sarrecave
216. Sarremezan
217. Sauveterre-de-Comminges
218. Saux-et-Pomarède
219. Savarthès
220. Sédeilhac
221. Seilhan
222. Sengouagnet
223. Sepx
224. Signac
225. Sode
226. Soueich
227. Terrebasse
228. Touille
229. Les Tourreilles
230. Trébons-de-Luchon
231. Urau
232. Valcabrère
233. Valentine
234. Villeneuve-de-Rivière
235. Villeneuve-Lécussan

## Démographie
En 2022, l'arrondissement comptait 77 429 habitants.
| 1968   | 1975   | 1982   | 1990   | 1999   | 2006   | 2011   | 2016   | 2021   |
| ------ | ------ | ------ | ------ | ------ | ------ | ------ | ------ | ------ |
| 80 306 | 77 319 | 75 544 | 74 162 | 71 959 | 75 209 | 77 469 | 77 444 | 77 331 |

| 2022   | - | - | - | - | - | - | - | - |
| ------ | - | - | - | - | - | - | - | - |
| 77 429 | - | - | - | - | - | - | - | - |